# Marilyn Butler
Pour les articles homonymes, voir Butler.
Marilyn Speers Butler, Lady Butler, née le 11 février 1937 à Kingston upon Thames et morte le 11 mars 2014 (à 77 ans), est une critique littéraire et historienne britannique, spécialiste de l'époque romantique. Elle enseigna notamment la littérature anglaise (King Edward VII Professor of English Literature) à l'Université de Cambridge, de 1986 à 1993, et fut la rectrice du Collège d'Exeter à Oxford, de 1993 à 2004.

## Ouvrages
- Maria Edgeworth: A Literary Biography, 1972
- Jane Austen and the War of Ideas, 1975
- Romantics, Rebels, and Reactionaries: English Literature and Its Background, 1760-1830, 1982